# فرانك تي. فيتزجيرالد
فرانك تي. فيتزجيرالد هو قاضي ومحامي وسياسي أمريكي، ولد في 4 مايو 1857 في نيويورك في الولايات المتحدة، وتوفي في 25 نوفمبر 1907. نشط حزبياً في الحزب الديمقراطي. وقد انتخب عضو مجلس النواب الأمريكي ‏.